# 2008年北京オリンピックのオランダ選手団
2008年北京オリンピックのオランダ選手団（2008ねんペキンオリンピックのオランダせんしゅだん）は、2008年8月8日から8月24日にかけて中国の北京を主として開催された2008年北京オリンピックのオランダ選手団、およびその競技結果。

## 概要
今大会は金メダル7個、銀メダル5個、銅メダル4個の合計16個のメダルを獲得した。

## メダル
| メダル | 選手名 | 競技       | 種目                             |
| ------ | --- | ---------- | -------------------------------- |
| 金     | マーテン・ヴァンデル・ウェイデン | 競泳       | 男子オープンウォータースイミング |
| 金     | インヘ・デッケル ラノミ・クロモウィジョヨ フェムケ・ヘームスケルク マルリーン・フェルトハイス ヒンケリエン・シュラウダー マノン・ファン・ルーイエン | 競泳       | 女子4×100m自由形リレー           |
| 金     | イルセ・ファン・デル・マイデン ヤセミン・スミット ミーケ・カバウト ビーラケン・ハクフェルディアン マライケ・ファン・デン・ハム ダニエレ・デブルーイン イェフケ・ファン・ベルクム ヌーキ・クライン ヒリアン・ファン・デン・ベルク アレッテ・シーブリンク リーネ・フイケラール シモネ・コート ミーケ・デノーイ                                                                        | 水球       | 女子                             |
| 金     | キルステン・ファンデルコルク マリト・ファンエーペン | ボート     | 女子軽量級ダブルスカル           |
| 金     | リザンネ・デルーファー エフケ・ムルダー ファティマ・モライラ ミーク・ファン・ヒーンハイゼン ウィーケ・ダイクストラ マルティエ・ゴデリー リデウィー・ウェルテン ミンケ・スマベルス ミンケ・ブーイ ヤネッケ・ショプマン マルティエ・パウメン ナオミ・ファン・アス エレン・フーグ ソフィー・ポルカンプ エバ・デグーデ マリリン・アフリオティ フローティエ・エンゲルス ケリー・ヨンカー | ホッケー   | 女子                             |
| 金     | マリアンヌ・フォス | 自転車     | 女子ポイントレース               |
| 金     | アンキー・ヴァン・グルンスヴェン | 馬術       | 馬場馬術個人                     |
| 銀     | フェムケ・デッケル マルリース・スマルデルス ニーンケ・キングマ ロリーヌ・レペラー＝ファンドリール アンネマリケ・ファンランプ ヘレン・タンガー サラ・シーヘラール アンネマイク・デハーン エスター・ワーケル | ボート     | 女子エイト                       |
| 銀     | ロブケ・ベルクハウト マルセリーン・デ・コーニング | セーリング | 女子470級                        |
| 銀     | マンデー・ムルダー アンネミケ・ベス メレル・ビッテフェン | セーリング | 女子イングリング級               |
| 銀     | ハンス・ペーター・ミンデルフート インケ・シェレケンス＝バルテルス アンキー・ヴァン・グルンスヴェン | 馬術       | 馬場馬術団体                     |
| 銀     | デボラ・フラベンステイン | 柔道       | 女子57kg級                       |
| 銅     | ルーベン・フーケス | 柔道       | 男子60kg級                       |
| 銅     | ヘンク・フロル | 柔道       | 男子100kg級                      |
| 銅     | エリザベト・ウィルボーダス | 柔道       | 女子63kg級                       |
| 銅     | エディス・ボッシュ | 柔道       | 女子70kg級                       |

### 水球
- 女子
  - イエフク・ファン・ベルクム
  - ヌエキ・クレイン
  - ヒリアン・ファン・デン・ベルフ
  - シモヌ・コート
  - ダニエル・デ・ブリュイン
  - イルス・ファン・デル・メイデン
  - ミク・カバウト
  - メイク・デ・ノーイ
  - リアンヌ・フュイヘラール
  - アレット・サイブリング
  - ビユラクン・ハクヴェルディアン
  - ヤセミン・スミット
  - マリック・ファン・デン・ハム

## ホッケー
- 男子
- 女子
  - マリリン・アリオッティ
  - ファティマ・モレイラ・デ・メロ
  - ナオミ・ファン・アス
  - エーフク・ミュルデル
  - ミンク・ボーイ
  - マールチュ・パウメン
  - ウィク・ダイクストラ
  - ソフィー・ポルカンプ
  - ミク・ファン・ヘーンハイゼン
  - リサンヌ・デ・ルヴェル
  - マールチュ・ホデリ
  - ヤネク・スホプマン
  - エヴァ・デ・フッド
  - ミンク・スマベルス
  - エレン・ホーフ
  - リデワイ・ウェルテン

## 自転車

### BMX
男子
- レイモン・ファン・デル・ビゼン - 準決勝敗退
  - 予選 5位(36.112秒)
  - 準々決勝 7位(10点)
  - 準決勝 5位(14点)
- ロブ・ファン・デン・ウィルデンベルフ - 5位
  - 予選 18位(36.522秒)
  - 準々決勝 2位(8点)
  - 準決勝 2位(9点)
  - 決勝 5位(39.772秒)
- ロベルト・デ・ウィルデ - 準々決勝敗退
  - 予選 11位(36.803秒)
  - 準々決勝 7位(18点)

女子
- リック・クラウス - 準決勝敗退
  - 予選 11位(38.709秒)
  - 準々決勝 5位(13点)

### マウンテンバイク
男子
- バルト・ブレンチェンス - 2周遅れ
- ルディ・ファン・ハウツ - 2周遅れ

### 男子
- テオ・ボス : 個人スプリント、チームスプリント、ケイリン
- テーン・ムルダー : 個人スプリント、チームスプリント、ケイリン
- ティム・フェルト : チームスプリント
- ロベルト・スリッペンス
- ウィム・ストルティンハ
- ペーター・スヘップ
- レヴィ・ハイマンス
- イェンス・マウリス
- ピム・リフトハルト
- イェンニンフ・ヒュイゼンハ :
- ロベルト・ヘーシンク : 個人ロードレース、個人タイムトライアル
- ニキ・テルプストラ : 個人ロードレース
- ローレンス・テンダム : 個人ロードレース
- カルステン・クローン : 個人ロードレース
- ステフ・クレメント : 個人タイムトライアル
- バルト・ブレンセンス : クロスカントリー

### 女子
- マリアンヌ・フォス : 個人ロードレース、個人タイムトライアル、ポイントレース
- イヴォンヌ・ハイヘナール : 個人スプリント
- ウィリー・カニス : 個人スプリント